# Metodo analitico
Un metodo analitico è, in generale, una metodica di analisi scientifica consistente nell'arrivare alla soluzione di un problema mediante un procedimento ben definito e di calcolo matematico.

## Chimica
In chimica, un metodo analitico è un documento che descrive quali sono le operazioni da eseguire su un campione per:
- poterne identificare la struttura chimica;
- valutarne la concentrazione o la composizione;
- misurarne determinate proprietà fisiche e chimiche.

Nell'industria, tale documento è parte integrante di una specifica, ovvero del contratto di compravendita del prodotto chimico, ed è il documento al quale le parti faranno riferimento in caso di contestazione sulla qualità del prodotto.
Un metodo analitico è generalmente organizzato in sezioni che descrivono:
- lo scopo del metodo, ovvero la proprietà misurata;
- il campo di applicazione, ovvero a quali campioni il metodo è applicabile;
- il principio su cui è basato il metodo, ovvero la reazione chimica coinvolta o il tipo di spettroscopia applicato, se si tratta di tecnica distruttiva dove non è più possibile recuperare l'analita, ecc.;
- i reattivi chimici e le attrezzature necessari per condurre l'operazione;
- le indicazioni di sicurezza e la segnalazione dei potenziali pericoli e delle misure cautelative da adottare durante l'esecuzione del metodo;
- le modalità operative, ovvero la sequenza di operazioni da eseguire;
- il calcolo del risultato a partire dal dato grezzo ottenuto (nel caso di analisi strumentali, tale calcolo è ormai quasi sempre integrato nel software applicativo dello strumento);
- l'incertezza di misura, ovvero l'incertezza che si accompagna al risultato ottenuto, la precisione e il limite di rivelabilità.